# Милушкин, Александр Андреевич
Александр Андреевич Милу́шкин (2 [14] февраля 1892, слобода Рудня Камышинского уезда Саратовской губернии — 4 сентября 1938, Москва) — контрабасист. Один из крупнейших русских педагогов-контрабасистов.

## Биография
В 1909—1913 гг. Милушкин учился в Музыкально-драматическом училище Московского филармонического общества. Ученик Д. А. Шмукловского (который в свою очередь был учеником И. И. Рамбоусека). С 1914 г. на фронтах Первой мировой войны. Во время Гражданской войны (до 1920 г.) служил в действующей Красной армии.
В 1921 г. Милушкин окончил по классу Д. А. Шмукловского Государственный институт музыкальной драмы (бывшее Музыкально-драматическое училище Московского филармонического общества, с 1922 г. ГИТИС). В 1921—1938 гг. работал в оркестре Большого театра. Преподавал игру на контрабасе в Музыкальном училище при Московской консерватории (1923—1938 гг.) и в Московской консерватории (с 1929 г., с 1933 г. доцент, с 1938 и. о. профессора). В 1932—1937 гг. заведовал инструментальной мастерской Московской консерватории. Среди учеников: Д. Ф. Агафонов, А. И. Астахов, М. М. Даева, С. М. Ефремов, В. К. Зинович, В. А. Панков, В. В. Хоменко, М. И. Шевандо. У Милушкина учился также известный московский педагог-сольфеджист Д. А. Блюм.
Созданная Милушкиным первая в СССР школа игры на контрабасе, сделанные им переложения для контрабаса, репертуарные сборники сыграли значительную роль в развитии советской контрабасовой школы.
Награждён двумя Георгиевскими крестами.

## Труды
- Милушкин А. А., Домашевич М. Д. Полная школа-самоучитель для контрабаса. Ч. 1-3. М., 1928—1930.
- Милушкин А. А. Школа для контрабаса. Ч. 1 — М., 1933, 4-е изд. (под ред. В. К. Зиновича) — М.-Л., 1949. Ч 2 — М.-Л., 1939. Ч. 1-2 (под ред. В. К. Зиновича, А. И. Астахова, В. А. Шестакова) — М., 1961—1962.